# Patrick Pengel
Patrick Pengel is een Surinaams politicus. Van 2015 tot 2018 was hij minister van Volksgezondheid en van 2018 tot mei 2019 voor Openbare Werken, Transport en Communicatie.

## Biografie
Pengel studeerde in Nederland en slaagde voor zijn ingenieurstitel aan een hbo-instelling in Amsterdam. In Suriname was hij vier jaar werkzaam in de bauxiet-industrie en vervolgens zeven jaar in een leidinggevende functie bij het beton- en bouwmaterialenbedrijf CKC BEM.
Op 12 augustus 2015 werd hij beëdigd als minister voor Volksgezondheid. Pengel was volledig nieuw in de medische wereld, anders dan bijvoorbeeld zijn voorganger Michel Blokland, die vier jaar lang de Vereniging van Medici in Suriname (VMS) had geleid voordat hij op het ministerie kwam. Begin april 2018 verruilde hij zijn ministerie voor dat van Transport en Communicatie, wat met zijn opleiding weg- en waterbouwkunde dichter bij zijn achtergrond lag. Hij werd op Volksgezondheid opgevolgd door Antoine Elias.
Pengel en collega-minister Regilio Dodson (Natuurlijke Hulpbronnen) stapten in mei 2019 op. Ze waren in opspraak geraakt vanwege belangenverstrengeling nadat de VHP stukken openbaar had gemaakt waaruit bleek dat ze een mijnbouwbedrijf bestuurden; nevenfuncties zijn voor ministers verboden op grond van artikel 125 van de Surinaamse grondwet.
Na de reshuffling van Bouterse volgde Vijay Chotkan hem op; zelf werd Pengel na zijn politieke leven managementconsultant.